# Campeonato de Fútbol de Costa Rica 1922
La temporada 1922 de la Liga Nacional fue la 2.ª edición de la máxima categoría del sistema de Ligas costarricenses de fútbol. Se disputó entre agosto y diciembre de 1922.
Tras no producirse ningún descenso, y por lo tanto ascenso en la primera edición, la competición mostró un pequeño cambio en la cantidad de clubes inscritos, siendo inicialmente por seis ante la baja de Gimnástica Limonense que no entró. El 10 de septiembre fue expulsado La Unión de Tres Ríos al no presentarse en un partido, por lo que sus registros en cuanto a partidos disputados fueron eliminados.
El Herediano conquistó su segundo título de la competición tras hacerse con el liderato de la tabla, convirtiéndose en el primer equipo de fútbol federado en lograr un bicampeonato. Gran parte del mérito fue de sus atacantes, donde además uno de ellos se quedó con la distinción de máximo goleador que fue Claudio Arguedas con siete tantos.

## Sistema de competición
La competición constó de un grupo único integrado por cinco clubes. Siguiendo un sistema de liga, los cinco equipos se enfrentaron todos contra todos en dos ocasiones sumando un total de 8 jornadas. La clasificación final se estableció con arreglo a los puntos obtenidos por los equipos en cada enfrentamiento, a razón de dos por partido ganado, uno por empatado y ninguno en caso de derrota.

## Clubes participantes
Cinco equipos tomaron parte de la temporada de la Liga Nacional de Fútbol, los mismos que en el campeonato anterior pero con la excepción del retiro de La Unión de Tres Ríos y la no inscripción de Gimnástica Limonense:
| Equipo              | Ciudad   | Cancha         |
| ------------------- | -------- | -------------- |
| Alajuelense         | Alajuela | Plaza Iglesias |
| Cartaginés          | Cartago  | Plaza Iglesias |
| Gimnástica Española | San José | La Sabana      |
| Herediano           | Heredia  | Plaza Flores   |
| La Libertad         | San José | La Sabana      |

## Desarrollo

### Clasificación
| Pos. | Equipo              | Pts. | PJ | G | E | P | GF | GC | Dif. | Notas            |
| ---- | ------------------- | ---- | -- | - | - | - | -- | -- | ---- | ---------------- |
| 1    | C. S. Herediano     | 12   | 8  | 5 | 2 | 1 | 24 | 7  | +17  | Primer bicampeón |
| 2    | C. S. La Libertad   | 10   | 8  | 3 | 4 | 1 | 14 | 9  | +5   |                  |
| 3    | L. D. Alajuelense   | 8    | 8  | 3 | 2 | 3 | 10 | 12 | −2   |                  |
| 4    | Gimnástica Española | 7    | 8  | 3 | 1 | 4 | 13 | 12 | +1   |                  |
| 5    | C. S. Cartaginés    | 3    | 8  | 1 | 1 | 6 | 8  | 29 | −21  |                  |

 Fuente: RSSSF
Criterios de clasificación: Puntos · Diferencia de goles · Goles a favor
|                                    |
|                                    |
| Campeón C. S. Herediano 2.º título |

## Estadísticas

### Plantilla del campeón
La nómina completa de la temporada 1922 del Herediano que se proclamó bicampeón por primera vez en el fútbol federado costarricense.
1. Ángel Bernini
2. Braulio Morales
3. Claudio Arguedas
4. Eladio Rosabal
5. Fabio Pacheco
6. Félix Contreras
7. Gilberto Arguedas
8. Guillermo Cerdas
9. Guillermo Pérez
10. Joaquín Gutiérrez
11. Luis Valerio
12. Marco García
13. Miguel García
14. Otoniel Martínez
15. Rafael Campos
16. Víctor Ruiz

Máximo goleador: Claudio Arguedas (7 goles)